# Femeia zilei
 Femeia zilei  (titlul original: în italiană La Donna del giorno) este un film dramatic italian, realizat în 1956 de regizorul Francesco Maselli, după un subiect de Franco Bemporad, protagoniști fiind actorii Virna Lisi, Antonio Cifariello, Serge Reggiani și Mario Carotenuto. 

## Conținut
Liliana este un model care încearcă să se afirme prin frumusețea sa și să facă avere: într-o noapte fata este găsită inconștientă, pe un drum de țară. Când este interogată de poliție, aceasta susține că a fost târâtă de trei delicvenți într-o vilă nelocuită și că a fost violată. Faptul, dezvăluit de ziare, are o mare rezonanță, iar Liliana devine curând „femeia zilei”: la diferite manifestări este prezentată afectuos și i se oferă locuri avantajoase de muncă. Între timp, poliția a arestat trei suspecți; dar Liliana, confruntată cu cei arestați, arată o jenă ciudată și, deși la început declară că nu sunt atacatorii ei, însă ulterior lansează o acuzație gravă asupra lor. Un tânăr jurnalist, Giorgio Salustri, se îndrăgostește de ea: el ar dori să o ducă departe de mediul ei de afaceri, dar se convinge că pentru ea cariera este mai importantă decât dragostea. Între timp, Liliana, urmând sfaturile unui prieten fără scrupule, pentru a stârni interesul publicului, face noi declarații ziariștilor, cu detalii suplimentare. Poziția celor arestați este acum agravată, mai ales cea a lui Mario Grimaldi, a cărei soție, convinsă de inocența soțului ei, încearcă în zadar să obțină retragerea plângerii Lilianei. Deși Giorgio îi oferă o viață pașnică, plină de afecțiunile familiei, fata îmbătată de succesele obținute și aleasă Miss Rotocalco, semnează un contract de film. Dar înfruntată din nou de soția lui Grimaldi, care îi reproșează ambiția sa criminală, nu mai are puterea de a continua cu înșelăciunea. Mărturisește public că a inventat întreaga poveste, apoi ia o hotărâre fatală... 

## Distribuție
- Virna Lisi – Liliana Atenni

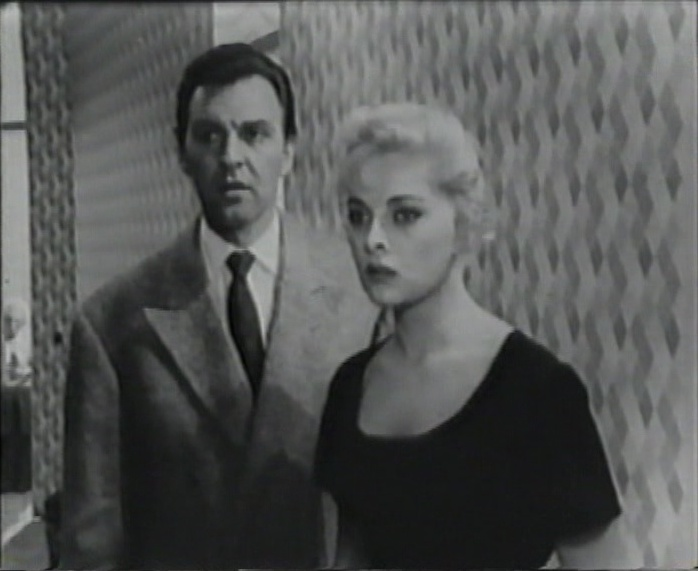
Franco Fabrizi și Virna Lisi într-o scenă din film

- Antonio Cifariello – Giorgio Salustri
- Serge Reggiani – Mario Grimaldi
- Elisa Cegani – Doamna Attenni, mama Lilianei
- Vittorio Sanipoli – comisarul
- Mario Carotenuto – editorul ziarului
- Franco Fabrizi – Aldo
- Marcello Giorda – Marcello
- Giuliano Montaldo – jurnalistul
- Camillo Milli – Camillo
- Diego Michelotti – Diego
- Peter Van Wood – el însuși
- Giulio Paradisi – Giulio
- Haya Harareet – Anna
- Liliana Geraci –